# Phyllanthopsis arida
Phyllanthopsis arida är en emblikaväxtart som först beskrevs av Barton Holland Warnock och Marshall Conring Johnston, och fick sitt nu gällande namn av Maria Sergeevna Vorontsova och Petra Hoffm.. Phyllanthopsis arida ingår i släktet Phyllanthopsis och familjen emblikaväxter. Inga underarter finns listade i Catalogue of Life.